# Chouto
Chouto is een plaats (freguesia) in de Portugese gemeente Chamusca en telt 715 inwoners (2001).